# Pete Stemkowski
Peter David „Pete“ Stemkowski (* 25. August 1943 in Winnipeg, Manitoba) ist ein ehemaliger kanadischer Eishockeyspieler. Der Center bestritt zwischen 1964 und 1978 über 1000 Spiele für die Toronto Maple Leafs, Detroit Red Wings, New York Rangers und Los Angeles Kings in der National Hockey League. Mit den Maple Leafs gewann er 1967 den Stanley Cup.

## Karriere

### Toronto und Detroit
Pete Stemkowski, der polnischer Abstammung ist, begann seine Juniorenkarriere in seiner Geburtsstadt bei den Winnipeg Monarchs in der Manitoba Junior Hockey League. Während der Saison 1962/63 wechselte er zu den Toronto Marlboros in die Ontario Hockey Association (OHA), die höchste Nachwuchsspielklasse Ontarios. Mit den Marlboros gewann der Angreifer 1964 den J. Ross Robertson Cup als Meister der OHA sowie wenig später auch den prestigeträchtigen Memorial Cup. Parallel dazu gab er im Januar 1964 sein Debüt für die Toronto Maple Leafs in der National Hockey League (NHL) und absolvierte zudem drei Einsätze für deren Farmteam, die Rochester Americans, in der American Hockey League (AHL). Anschließend wechselte Stemkowski endgültig in die Organisation der Maple Leafs und etablierte sich im Laufe der nächsten Jahre in der NHL, sodass er mit dem Team in den Playoffs 1967 den Stanley Cup gewann.
Bereits während der folgenden Spielzeit, nachdem er die Mannschaft noch beim NHL All-Star Game 1968 vor heimischem Publikum vertreten hatte, gaben ihn die Maple Leafs jedoch im März 1968 samt Frank Mahovlich, Garry Unger und den Rechten an Carl Brewer an die Detroit Red Wings ab. Im Gegenzug wechselten Norm Ullman, Paul Henderson, Floyd Smith und Doug Barrie nach Toronto. Bei den Red Wings steigerte Stemkowski seine Offensivstatistik auf ca. 50 Scorerpunkte pro Saison, bevor er im Oktober 1970 im Tausch für Larry Brown zu den New York Rangers transferiert wurde.

### New York und Los Angeles
Für die New York Rangers war Stemkowski in der Folge fast sieben Jahre aktiv und absolvierte über 500 Partien für das Team. Dabei erreichte er 1972 mit den Broadway Blueshirts sein zweites Stanley-Cup-Endspiel, unterlag dort jedoch den Boston Bruins mit 2:4. Wenig später erzielte der Center in der Spielzeit 1973/74 mit 70 Punkten aus 78 Spielen die beste Leistung seiner Karriere. 1976 und 1977 verpasste er mit den Rangers die Playoffs, bevor sein Vertrag nicht verlängert wurde und er sich zur Saison 1977/78 als Free Agent den Los Angeles Kings anschloss. Dort bestritt der Kanadier sein letztes NHL-Jahr und ließ seine Karriere anschließend bei den Springfield Indians in der AHL ausklingen. Insgesamt hatte der Mittelstürmer 1050 Spiele in der NHL absolviert und dabei 609 Scorerpunkte gesammelt.
Nach seiner aktiven Karriere war Stemkowski als Kommentator an Radio- und TV-Übertragungen von Spielen der New York Rangers und San Jose Sharks beteiligt. Zudem übernahm er im September 2017 die Position des Director of Player Development & Scouting bei den Long Beach Sharks, einem Juniorenteam aus Long Beach, New York.

## Erfolge und Auszeichnungen
- 1964 J.-Ross-Robertson-Cup-Gewinn mit den Toronto Marlboros
- 1964 Memorial-Cup-Gewinn mit den Toronto Marlboros
- 1967 Stanley-Cup-Gewinn mit den Toronto Maple Leafs
- 1968 NHL All-Star Game

## Karrierestatistik
(Legende zur Spielerstatistik: Sp oder GP = absolvierte Spiele; T oder G = erzielte Tore; V oder A = erzielte Assists; Pkt oder Pts = erzielte Scorerpunkte; SM oder PIM = erhaltene Strafminuten; +/− = Plus/Minus-Bilanz; PP = erzielte Überzahltore; SH = erzielte Unterzahltore; GW = erzielte Siegtore; 1 Play-downs/Relegation; Kursiv: Statistik nicht vollständig)

## Verurteilung 1982
Im Mai 1982 wurde Stemkowski zu drei Jahren auf Bewährung verurteilt, da er sich schuldig bekannte, einen Mann beauftragt zu haben, einem Geschäftsmann aus San Diego ein Handgelenk und einen Knöchel zu brechen. Letzterer schulde ihm laut eigener Aussage 70.000 US-Dollar. Der Beauftragte war ein verdeckter Ermittler der Polizei des Nassau County.